# Bataille de la colline 60
Ne doit pas être confondu avec la bataille de la colline 60 qui s'est déroulée durant la campagne de Gallipoli.
Première Guerre mondiale
Batailles
Front d'Europe de l’Ouest
- Liège (8-1914)
- Namur (8-1914)
- Frontières (8-1914)
- Anvers (9-1914)
- Grande Retraite (9-1914)
- Marne (9-1914)
- Course à la mer (9-1914)
- Yser (10-1914)
- Messines (10-1914)
- Ypres (10-1914)
- Givenchy (12-1914)
- 1re Champagne (12-1914)
- Hartmannswillerkopf (1-1915)
- Neuve-Chapelle (3-1915)
- 2e Ypres (4-1915)
- Colline 60 (4-1915)
- Artois (5-1915)
- Festubert (5-1915)
- Quennevières (6-1915)
- Linge (7-1915)
- 2e Artois (9-1915)
- 2e Champagne (9-1915)
- Loos (9-1915)
- Verdun (2-1916)
- Redoute Hohenzollern (3-1916)
- Hulluch (4-1916)
- 1re Somme (7-1916)
- Fromelles (7-1916)
- Arras (4-1917)
- Vimy (4-1917)
- Chemin des Dames (4-1917)
- 3e Champagne (4-1917)
- 2e Messines (6-1917)
- Passchendaele (7-1917)
- Cote 70 (8-1917)
- 2e Verdun (8-1917)
- Malmaison (10-1917)
- Cambrai (11-1917)
- Bombardements de Paris (1-1918)
- Offensive du Printemps (3-1918)
- Lys (4-1918)
- Aisne (5-1918)
- Bois Belleau (6-1918)
- 2e Marne (7-1918)
- 4e Champagne (7-1918)
- Château-Thierry (7-1918)
- Le Hamel (7-1918)
- Amiens (8-1918)
- Cent-Jours (8-1918)
- 2e Somme (9-1918)
- Bataille de la ligne Hindenburg
- Meuse-Argonne (10-1918)
- Cambrai (10-1918)

Front italien
Front d'Europe de l’Est
Front des Balkans
Front du Moyen-Orient
Front africain
Bataille de l'Atlantique
La bataille de la colline 60 (Hill 60) est un combat qui s'est déroulé du 17 avril au 7 mai 1915 entre les troupes britanniques et allemandes au lieu-dit Hill 60 au sud-est d'Ypres, sur le site bordé par les bois des hospices Gasthuisbossen (Ypres) et le parc provincial du Palingbeek , qui constitua le front de l'Ouest au cours de la Première Guerre mondiale. Hill 60 est capturée par la XXXe division d'infanterie allemande lors de la première bataille d'Ypres. Les troupes françaises entreprennent des préparatifs pour attaquer le site. Celles-ci sont relevées par la 28e division d'infanterie britannique puis par la 5e division d'infanterie britannique, qui continuent les préparatifs. Le plan est retravaillé et devient plus ambitieux, visant à prendre et à conserver Hill 60. Cette conservation est cependant conditionnée par la prise d'une autre colline Caterpillar à proximité.
Hill 60 est une des rares zones non gorgées d'eau dans laquelle des galeries de mines peuvent être creusées. Les Français ont commencé des galeries de 0,91 m sur 0,61 m, prolongées par les troupes britanniques qui emploient des mineurs expérimentés de Northumberland et du Pays de Galles. L'attaque débute le 17 avril ; après l'explosion des mines britanniques, la colline est rapidement capturée pour des pertes britanniques de sept blessés. La nouvelle position forme un saillant dans les lignes allemandes rendant son occupation couteuse en vie humaine. Durant le mois d'avril, les Allemands et les Britanniques s'accusent mutuellement d'utiliser des gaz toxiques dans les combats. Les tentatives allemandes de reconquête de Hill 60 commencent au mois de mai. Les Allemands soutenus par des tirs d'obus à gaz attaquent la position ; à la deuxième tentative elle est reprise, le 5 mai 1915. Cette position reste ensuite aux mains des troupes allemandes jusqu'à la bataille de Messines de juin 1917.

## Description du champ de bataille
Le terrain au Sud de Zillebeke s'élève progressivement pour atteindre une crête entre les villages de Zwarteleen et de Zandvoorde. Deux routes sont orientées du nord-ouest au sud-est et relient Ypres à Verbrandenmoelen et Hollebeke, et Zillebeke à Zwartelen et Zandvoorde. La voie de chemin de fer entre Ypres et Comines suit un trajet parallèle aux deux routes à 500 mètres de Zillebeke ; lors de sa construction, la crête est arasée. Les déblais sont déposés à l'est de la ligne de chemin de fer, formant deux collines artificielles, un long monticule au sommet de la crête appelé Caterpillar et un second à proximité de Zillebeke appelé Dump. À l'ouest de la voie ferrée, le dernier sommet, point culminant du reste de la crête, mesure 230 mètres de long pour 46 mètres de haut, il est nommé Hill 60. De ce sommet, les observateurs ont une vue sur les étendues entre Zillebeke et Ypres.

## Forces en présence
Lors de la Première bataille d'Ypres, la ligne de front est tenue par une troupe hétéroclite de fantassins et de cavaliers français et britanniques, puis par des troupes françaises. En février 1915, la 28e division d'infanterie britannique relève les troupes françaises de ce secteur, puis la 5e division d'infanterie britannique occupe la position.
Hill 60 est occupée, depuis le 11 novembre 1914, par les hommes du 105e régiment d'infanterie de la XXXe division d'infanterie allemande qui aménagent défensivement le site.

## Préparatifs
Pour la première fois depuis le début du conflit, les Britanniques envisagent de miner les positions allemandes pour s'en emparer. Le major-général Edward Bulfin (en), commandant de la 28e division d'infanterie britannique propose la mise en place de six mines sous les positions allemandes pour le mois d'avril 1915 ; ces préparatifs sont poursuivis après la relève de la division par la 5e division d'infanterie britannique. La 173e compagnie de tunneliers poursuit au mois de mars le percement de trois tunnels en direction des lignes allemandes. À la fin des travaux le 10 avril, la longueur totale des galeries est de 100 mètres ; au nord de Hill 60, deux chambres de mines contiennent chacune 910 kg d'explosifs. Au centre de la position deux chambres sont créées contenant chacune 1 200 kg d'explosifs. Au sud de la position, les travaux ont été ralentis voire arrêtés quand un tunnel allemand a été détecté, une chambre est cependant remplie de 230 kg de fulmicoton.
Le 16 avril, l'artillerie britannique a identifié les points fortifiés de la position et les voies d'accès à l'aide de photographies aériennes. Les troupes britanniques de la 13e brigade d'infanterie chargées de l'attaque montent en première ligne durant la nuit. Le 1er escadron du RFC est chargé d'interdire le survol de la zone à l'aviation allemande.

## Déroulement de la bataille

### 17 -22 avril: prise deHill 60par les Britanniques
Le 17 avril à 19 h 5, les Britanniques déclenchent l'explosion de deux premières mines suivie par les suivantes dix secondes plus tard qui projettent des débris jusqu'à 90 mètres de haut dans un rayon de 230 mètres, provoquant quelques blessés chez les assaillants de la 13e brigade d'infanterie britannique (en). La garnison allemande formée d'une compagnie du 105e régiment d'infanterie est pratiquement éliminée, les rares survivants sont désorientés, se rendent ou sont submergés et sont tués ; 20 soldats allemands sont faits prisonniers au cours de l'opération pour 7 pertes pour les troupes britanniques. Vers 0 h 30, deux tranchées de communication sont creusées entre les anciennes lignes et les nouveaux postes conquis. L'artillerie allemande ne reste pas silencieuse et commence à bombarder autour de Hill 60, puis à partir de 4 h du matin elle vise directement Hill 60.
Le 18 avril les troupes allemandes de la XXXe division d'infanterie allemande contre-attaquent par trois fois sans résultats, avec de fortes pertes. Cependant, les tirs par l'artillerie allemande d'obus explosifs, d'obus à gaz et les tirs de mitrailleuses en provenance de Caterpillar obligent les soldats britanniques à se replier derrière la crête de la colline, excepté sur le flanc droit de la position où le repli est encore plus prononcé. À 18 h, une nouvelle attaque britannique forte de deux bataillons permet l'occupation de la totalité de la colline.
La 13e brigade d'infanterie est relevée par la 15e brigade d'infanterie britannique (en) à l'aube du 19 avril. L'artillerie allemande maintient un bombardement qui s'intensifie sur la colline le 20 avril. Le 21 avril, les troupes allemandes de la XXXe division d'infanterie allemande attaquent à la grenade à deux reprises vers 6 h 30 et 20 h sans résultats sur un terrain bouleversé par les bombardements. À partir du 21 avril, les divisions des 2e et 5e corps d'armée britannique préparent des simulations d'attaques de part et d'autre de la position de Hill 60 pour limiter la pression allemande ; ces simulations sont ajournées le 22 avril après l'attaque au gaz allemande de la 45e division d'infanterie française sur la face nord du saillant d'Ypres.

### 1er-7 mai: contre-attaques allemandes et retour austatu quo
Le 1er mai, les hommes de la XXXe division d'infanterie allemande lancent une nouvelle attaque. Elle est précédée d'un bombardement par l'artillerie lourde puis par la libération à 19 h d'une vague de dichlore à moins de 90 mètres des positions britanniques sur un front de 400 mètres. La vague de gaz progresse rapidement, la plupart des troupes britanniques sur Hill 60 n'ont pas le temps d'appliquer leurs protections improvisées. Dans le même temps l'artillerie allemande bombarde les voies d'accès britannique à la colline, l'infanterie allemande attaque par les flancs la position à la grenade. La garnison britannique arrive cependant à tirer sur les assaillants suffisamment longtemps pour que les renforts franchissent le barrage d'artillerie allemand, traversent le nuage de gaz. Dans le même temps plusieurs unités allemandes ont progressé trop rapidement et se sont trouvées dans la zone de barrage allemand. Cette attaque allemande est finalement repoussée au prix de fortes pertes pour les unités britanniques de Hill 60.
Le 5 mai, la 15e brigade d'infanterie britannique est en première ligne et occupe Hill 60 et un secteur de tranchés long de 2 km de part et d'autre de la colline. À 8 h 45, les Allemands libèrent une nouvelle vague de dichlore de part et d'autre de la colline, le vent déplace la vague le long de la ligne de défense britannique et ne la traverse pas, une seule sentinelle est capable de sonner l'alerte aux gaz, les autres étant trop intoxiquées. Les plans de défense britannique en cas d'attaque de gaz sont de déplacer les réserves vers les positions de flanc de Hill 60 attaquées les jours précédents, mais la présence du nuage de gaz et sa densité n'ont pas permis l'arrivée de renfort. Malgré le changement de protection durant l'attaque au gaz, la garnison britannique est intoxiquée, les troupes allemandes arrivent 15 minutesplus tard et occupent les pentes inférieures de la colline. Les renforts britanniques sont lancés dans la bataille, deux bataillons sont envoyés au sommet de Hill 60, à 11 h les Allemands libèrent une nouvelle vague de dichlore à partir du flanc nord-est de la position.
Le flanc droit des Britanniques vers Zwarteleen est submergé, augmentant la partie de tranchées prise par les Allemands. Sur le flanc gauche, les Britanniques se maintiennent jusqu'à l'arrivée d'un bataillon en renfort vers 12 h 30 ; ils contre-attaquent immédiatement et peuvent reprendre quelques tranchées sans repousser les Allemands du sommet de la colline. À 19 h, les Allemands libèrent une nouvelle vague de dichlore sans conséquence pour les défenseurs et attaquent, ils sont repoussés par des tirs d'infanterie. À 21 h, la 13e brigade d'infanterie britannique entre en ligne avec pour ordre de reprendre la colline. Après 20 minutes de bombardement, l'attaque est déclenchée à 22 h, mais l'obscurité, l'état du terrain et la vigilance des troupes allemandes bloquent toute avancée. Un groupe britannique parvient cependant au sommet, mais il doit se replier vers 1 h du matin devant l'intensité des feux en provenance du Caterpillar. Le 6 mai, les soldats allemands et britanniques améliorent leurs positions en creusant de nouvelles tranchées. À l'aube du 7 mai, deux compagnies britanniques soutenues par des grenadiers attaquent la colline, les hommes sont tous tués ou capturés.

### Opérations aériennes
Le 1er escadron du RFC débute les patrouilles aériennes le 17 avril à 4 h 30 avec des Avro 504 et des B.E.8 (en) entre le mont Kemmel et Ypres jusqu'à 19 h 15 et interdit le ciel aux avions allemands. L'artillerie britannique pratique des tirs de contre-batterie grâce aux pilotes qui identifient les positions des batteries allemandes camouflées par l'éclair du tir. Le 19 avril, le procédé est amélioré par l'emploi de stations lumineuses dans les avions et d'observateurs au quartier-général de la 5e division d'infanterie pour permettre une meilleure réactivité. Au cours de la journée, les avions britanniques repoussent un avion allemand d'observation. À 18 h, 8 avions observent les départs de tirs de l'artillerie allemande et parviennent à identifier 33 positions de batteries qui sont alors contre-battues, diminuant l'activité de l'artillerie allemande.
Les jours suivants, dès qu'un avion britannique survole la ligne de front, l'artillerie allemande ralentit ou arrête ses tirs pour les reprendre dès la nuit tombée ou lorsque les avions disparaissent. Le 5 mai, le 1er escadron prend des photographies aériennes de Hill 60 et les fournit au commandant de bataillon chargé de l'attaque, mais l'attaque échoue et les opérations aériennes prennent fin.

## Analyse et bilan

### Analyse
Les Allemands ont préparé l'attaque aux gaz en enfouissant le long de la ligne de front du XIVe corps d'armée des bouteilles de gaz. L'attaque britannique du 17 avril a fait craindre à l'état-major allemand que des bouteilles ne soient aux mains des Britanniques. Les Allemands accusent alors les Britanniques d'avoir utilisé des gaz de combat, cette accusation est également lancée par les Britanniques. Ces différentes accusations ont servi de justification à l'utilisation des gaz de combat sur le nord du saillant d'Ypres le 22 avril, puis sur la totalité du saillant jusqu'au mois de mai.
Plusieurs officiers britanniques ont émis des doutes sur le bien fondé tactique de transformer un raid en une occupation de Hill 60. Ces doutes se sont révélés fondés devant le coût humain de la conservation de la colline et sa perte rapide dès que les Allemands ont pu lancer une contre-attaque organisée.
L'histoire officielle allemande indique que les Allemands ont rapidement identifié la présence de nouveaux détachements de sapeurs britanniques. De même elle précise que la première contre-attaque allemande du 18 avril n'a pu reconquérir l'intégralité de Hill 60 car l'emploi d'obus à gaz n'a pas été efficace. La colline est finalement capturée par les Allemands le 5 mai, les actions locales se poursuivant jusqu'au 7 mai.

### Pertes
Au cours de l'attaque du 17 avril, les Britanniques décomptent sept blessés. Le 1er mai, le 1er bataillon du Dorset perd plus de 90 hommes tués par la vague de gaz. 207 hommes sont évacués aux postes de secours, 46 hommes y meurent immédiatement, 12 autres décèdent des suites de l'intoxication. Le bataillon ne compte plus que 72 survivants. Le bataillon 1er Bedfords déplorent des pertes similaires. Sur les 2 413 victimes britanniques admises à l'hôpital 227 hommes sont morts. Les pertes de la 13e brigade entre les 17 et 19 avril s'élèvent à 1 362 hommes, la 15e brigade perd entre le 1er et le 7 mai 1 586 hommes soit un total de 3 100 hommes pour la 5e division d'infanterie britannique.

## Hill 60après guerre
En 1920, le site de Hill 60 est acheté par le lieutenant-colonel Cawston qui le vend plus tard à J. Calder. En 1930, J. Calder cède le site de Hill 60 à la « Imperial War Graves Commission », appelée plus tard « Commonwealth War Graves Commission » chargée de la préservation des lieux de mémoire. Un mémorial australien est situé sur ce site, ainsi qu'un autre à la mémoire de la 1re compagnie des tunneliers australiens.

## Film
Commandos de l'ombre ou Beneath Hill 60 est un film racontant l'histoire de la 1re compagnie des tunneliers australiens creusant des mines sous les positions Allemandes d'Hill 60. Ce film est inspiré des exploits d'Oliver Woodward (8 octobre 1885 – 24 août 1966), un Australien métallurgiste responsable du chantier sous la colline.